# Parti juste
Le Parti juste (officiellement en anglais FAIR Party, abrégé FA ; thaï : พรรคเป็นธรรม, abrégé ปธ.) est un parti politique thaïlandais fondé initialement le 11 décembre 2018 sous le nom du Parti du Milieu (thaï : พรรคกลาง). Son changement de nom a eu lieu le 27 septembre 2020 lors d'une assemblée générale, où Pitiphong Temcharoen a été élu chef du parti.

## Historique
Le parti participe à sa première échéance électorale à l'échelle nationale avec les élections législatives de 2023, où il ne remporte qu'un seul siège sur liste proportionnel. À l'issue de celles-ci, Pita Limjaroenrat, chef de Aller de l'avant, parti arrivé en tête aux élections, annonce que le Parti juste fera partie de sa coalition gouvernementale.

## Historique des dirigeants

### Chefs
| Nom                  | Dates du mandat                      |
| Parti du Milieu      | Parti du Milieu                      |
| -------------------- | ------------------------------------ |
| Chumphon Garutkaew   | 11 décembre 2018 - 27 septembre 2020 |
| Parti juste          |                                      |
| Pitiphong Temcharoen | depuis le 27 septembre 2020          |

### Secrétaires
| Nom                   | Dates du mandat                      |
| Parti du Milieu       | Parti du Milieu                      |
| --------------------- | ------------------------------------ |
| Suktawee Suwanchairob | 11 décembre 2018 - 27 septembre 2020 |
| Parti juste           |                                      |
| Chumphon Garutkaew    | 27 septembre 2020 - 27 mars 2022     |
| Sorayut Pettrakul     | 27 septembre 2022 - 3 janvier 2023   |
| Pitiphong Temcharoen  | depuis le 21 janvier 2023            |

## Résultats électoraux
| Année | Tête de liste       | Voix  | Voix    | %    | %    | Sièges  | Statut     | Gouvernement |
| Année | Tête de liste       | SM    | SP      | SM   | SP   | Sièges  | Statut     | Gouvernement |
| ----- | ------------------- | ----- | ------- | ---- | ---- | ------- | ---------- | ------------ |
| 2023  | Pitipong Temcharoen | 9 559 | 184 817 | 0,00 | 0,54 | 1 / 500 | Opposition |              |